# Miloslav Mečíř
Miloslav Mečíř (Bojnice, Txecoslovàquia, 19 de maig de 1964) és un tennista eslovac, ja retirat, que va competir per Txecoslovàquia. Fou professional entre el 1982 i el 1990 i va arribar a ser el número 4 de l'ATP el 1988. En el seu palmarès destaquen dues medalles als Jocs Olímpics de Seül de 1988, d'or en la prova individual i de bronze en la de dobles, formant parella amb Milan Šrejber. Va disputar dues finals del Grand Slam, el 1986 a l'US Open i el 1989 a l'Open d'Austràlia, ambdues perdudes contra Ivan Lendl.
El seu fill Miloslav Mečíř Jr. també fou tennista professional.

## Torneigs del Grand Slam

### Individual: 2 (0−2)
| Resultat  | Núm. | Any  | Campionat        | Oponent a la final | Marcador      |
| --------- | ---- | ---- | ---------------- | ------------------ | ------------- |
| Finalista | 1.   | 1986 | US Open          | Ivan Lendl         | 4−6, 2−6, 0−6 |
| Finalista | 2.   | 1989 | Open d'Austràlia | Ivan Lendl         | 2−6, 2−6, 2−6 |

## Jocs Olímpics

### Individual
| Any  | Campionat                          | Oponent     | Resultat           |
| ---- | ---------------------------------- | ----------- | ------------------ |
| 1988 | Jocs Olímpics, Seül, Corea del Sud | Tim Mayotte | 3−6, 6−2, 6−4, 6−2 |

### Dobles
| Any  | Campionat                          | Parella       | Oponents | Resultat |
| ---- | ---------------------------------- | ------------- | -------- | -------- |
| 1988 | Jocs Olímpics, Seül, Corea del Sud | Milan Šrejber |          |          |

## Palmarès

### Individual: 24 (11−13)
| Resultat  | Núm. | Data                   | Torneig                            | Superfície   | Oponent                | Marcador                |
| --------- | ---- | ---------------------- | ---------------------------------- | ------------ | ---------------------- | ----------------------- |
| Finalista | 1.   | 19 de desembre de 1983 | Adelaida, Austràlia                | Gespa        | Mike Bauer             | 6−3, 4−6, 1−6           |
| Finalista | 2.   | 9 de setembre de 1984  | Palerm, Itàlia                     | Terra batuda | Francesco Cancellotti  | 0−6, 3−6                |
| Finalista | 3.   | 15 d'octubre de 1984   | Colònia, Alemanya                  | Dura (i)     | Joakim Nyström         | 6−7, 2−6                |
| Finalista | 4.   | 21 de gener de 1985    | Filadèlfia, Estats Units           | Moqueta (i)  | John McEnroe           | 3−6, 6−7(5), 1−6        |
| Guanyador | 1.   | 18 de març de 1985     | Rotterdam, Països Baixos           | Moqueta (i)  | Jakob Hlasek           | 6−1, 6−2                |
| Guanyador | 2.   | 29 d'abril de 1985     | Hamburg, Alemanya                  | Terra batuda | Henrik Sundström       | 6−4, 6−1, 6−4           |
| Finalista | 5.   | 13 de maig de 1985     | Roma, Itàlia                       | Terra batuda | Yannick Noah           | 3−6, 6−3, 2−6, 6−7(4)   |
| Guanyador | 3.   | 4 d'abril de 1986      | Kitzbühel, Àustria                 | Terra batuda | Andrés Gómez           | 6−4, 4−6, 6−1, 2−6, 6−3 |
| Finalista | 6.   | 25 d'agost de 1986     | US Open, Estats Units              | Dura         | Ivan Lendl             | 4−6, 2−6, 0−6           |
| Finalista | 7.   | 15 de setembre de 1986 | Hamburg                            | Terra batuda | Henri Leconte          | 2−6, 7−5, 4−6, 2−6      |
| Guanyador | 4.   | 5 de gener de 1987     | Auckland, Nova Zelanda             | Dura         | Michiel Schapers       | 6−2, 6−3, 6−4           |
| Guanyador | 5.   | 26 de gener de 1987    | Sydney, Austràlia                  | Gespa        | Peter Doohan           | 6−2, 6−4                |
| Guanyador | 6.   | 23 de febrer de 1987   | Miami, Estats Units                | Dura         | Ivan Lendl             | 7−5, 6−2, 7−5           |
| Finalista | 8.   | 30 de març de 1987     | Milà, Itàlia                       | Moqueta (i)  | Boris Becker           | 4−6, 3−6                |
| Guanyador | 7.   | 7 d'abril de 1987      | WCT Finals, Dallas, Estats Units   | Moqueta (i)  | John McEnroe           | 6−0, 3−6, 6−2, 6−2      |
| Finalista | 9.   | 27 d'abril de 1987     | Hamburg (2)                        | Terra batuda | Ivan Lendl             | 1−6, 3−6, 3−6           |
| Guanyador | 8.   | 13 de juliol de 1987   | Stuttgart, Alemanya                | Terra batuda | Jan Gunnarsson         | 6−0, 6−2                |
| Guanyador | 9.   | 27 de juliol de 1987   | Hilversum, Països Baixos           | Terra batuda | Guillermo Pérez Roldán | 6−4, 1−6, 6−3, 6−2      |
| Finalista | 10.  | 3 d'agost de 1987      | Kitzbühel                          | Terra batuda | Emilio Sánchez Vicario | 4−6, 1−6, 6−4, 1−6      |
| Finalista | 11.  | 8 de febrer de 1988    | Rotterdam                          | Moqueta (i)  | Stefan Edberg          | 6−7(5), 2−6             |
| Finalista | 12.  | 7 de març de 1988      | Orlando, Estats Units              | Dura         | Andrei Chesnokov       | 6−7(6), 1−6             |
| Guanyador | 10.  | 20 de setembre de 1988 | Jocs Olímpics, Seül, Corea del Sud | Dura         | Tim Mayotte            | 3−6, 6−2, 6−4, 6−2      |
| Finalista | 13.  | 16 de gener de 1989    | Open d'Austràlia, Austràlia        | Dura         | Ivan Lendl             | 2−6, 2−6, 2−6           |
| Guanyador | 11.  | 13 de març de 1989     | Indian Wells, Estats Units         | Dura         | Yannick Noah           | 3−6, 2−6, 6−1, 6−2, 6−3 |

### Dobles masculins: 12 (9−3)
| Resultat  | Núm. | Data                   | Torneig                              | Superfície   | Parella        | Oponents                           | Marcador              |
| --------- | ---- | ---------------------- | ------------------------------------ | ------------ | -------------- | ---------------------------------- | --------------------- |
| Guanyador | 1.   | 28 de juliol de 1986   | Hilversum, Països Baixos             | Terra batuda | Tomáš Šmíd     | Tom Nijssen Johan Vekemans         | 6−4, 6−2              |
| Guanyador | 2.   | 6 d'octubre de 1986    | Tolosa, França                       | Dura (i)     | Tomáš Šmíd     | Jakob Hlasek Pavel Složil          | 6−2, 3−6, 6−4         |
| Guanyador | 3.   | 27 d'abril de 1987     | Hamburg, Alemanya                    | Terra batuda | Tomáš Šmíd     | Claudio Mezzadri Jim Pugh          | 4−6, 7−6, 6−2         |
| Finalista | 1.   | 11 de maig de 1987     | Roma, Itàlia                         | Terra batuda | Tomáš Šmíd     | Guy Forget Yannick Noah            | 2−6, 7−6, 3−6         |
| Guanyador | 4.   | 27 de juliol de 1986   | Hilversum (2)                        | Terra batuda | Wojciech Fibak | Tom Nijssen Johan Vekemans         | 7−6, 5−7, 6−2         |
| Finalista | 2.   | 3 d'agost de 1987      | Kitzbühel, Àustria                   | Terra batuda | Tomáš Šmíd     | Sergio Casal Emilio Sánchez        | 6−7, 6−7              |
| Guanyador | 5.   | 10 d'agost de 1987     | Praga, Txecoslovàquia                | Terra batuda | Tomáš Šmíd     | Stanislav Birner Jaroslav Navrátil | 6−3, 6−7, 6−3         |
| Guanyador | 6.   | 21 de setembre de 1987 | Barcelona, Espanya                   | Terra batuda | Tomáš Šmíd     | Javier Frana Christian Miniussi    | 6−1, 6−2              |
| Guanyador | 7.   | 9 de novembre de 1987  | Wembley Championships, Regne Unit    | Moqueta (i)  | Tomáš Šmíd     | Ken Flach Robert Seguso            | 7−5, 6−4              |
| Guanyador | 8.   | 7 de desembre de 1987  | Masters Doubles, Londres, Regne Unit | Moqueta (i)  | Tomáš Šmíd     | Ken Flach Robert Seguso            | 6−4, 7−5, 6−7(5), 6−3 |
| Finalista | 3.   | 15 de febrer de 1988   | Milà, Itàlia                         | Moqueta (i)  | Tomáš Šmíd     | Boris Becker Eric Jelen            | 3−6, 3−6              |
| Guanyador | 9.   | 6 de febrer de 1989    | Rotterdam, Països Baixos             | Moqueta (i)  | Milan Šrejber  | Jan Gunnarsson Magnus Gustafsson   | 7−6, 6−0              |

## Trajectòria en Grand Slams

### Individual
| Open d'Austràlia | 1R  | 2R | A  | NC | QF | A  | F  | 4R  | 0 / 5 | 12 − 5 |  |
| Roland Garros | A   | 1R | 3R | 2R | SF | A  | 2R | 3R  | 0 / 6 | 8 − 6  |  |
| Wimbledon | A   | 2R | 1R | QF | 3R | SF | 3R | 2R  | 0 / 7 | 15 − 7 |  |
| US Open | A   | A  | 2R | F  | QF | 4R | 4R | A   | 0 / 5 | 15 − 5 |  |
| Rànquing a final d'any | 101 | 50 | 9  | 9  | 6  | 13 | 18 | 116 | −     |        |  |
| Llegenda: G: Guanyador; F: Finalista; SF: Semifinalista; QF: Quarts de final; Q: Qualificació; A: Absent; RR: Round Robin |     |    |    |    |    |    |    |     |       |        |  |